# INS Rajput (D51)
Большой противолодочный корабль «Надёжный», также известный как эскадренный миноносец «Раджпут» (хинди भारतीय युद्ध पोत राजपूत, англ. Rajput) — головной корабль проекта 61-МЭ (код НАТО — «Kashin-II class», известный так же как «Rajput»), построенный в 1970—1980 годы в СССР по заказу индийского правительства. Большой противолодочный корабль (БПК) «Надёжный» с 1976 года находился в составе Военно-Морского Флота СССР, а в 1980 году был передан Индии и вошел в состав ВМС Индии, как эскадренный миноносец.

## История
11 сентября 1976 года БПК проекта 61-МЭ «Надёжный» был заложен на судостроительном заводе им. 61 Коммунара в Николаеве под заводским номером 2201. Еще 14 апреля 1976 года он был зачислен в списки кораблей ВМФ СССР.
17 сентября 1977 года «Надёжный» был спущен на воду, и 30 ноября 1979 года вступил в строй, временно войдя в состав Краснознамённого Черноморского флота.
4 мая 1980 года «Надёжный» был исключён из состава ВМФ СССР и передан Индии, где был переименован и переклассифицирован в эскадренный миноносец «Раджпут».
В 1993—1994 годах «Раджпут» был модернизирован установкой нового электронного оборудования.
В 2003 году «Раджпут» стал первым кораблем ВМС Индии, оснащённым двумя наклонными пусковыми установками для пуска сверхзвуковых противокорабельных ракет БраМос (по две ракеты на ПУ).

## Тактико-технические характеристики

### Энергетическая установка
Главная энергетическая установка ЭМ «Раджпут» состоит из четырёх ГТУ по 18 000 л. с.. В настоящее время планируется её замена на модернизированную версию двигателя «Кавери» (англ. GTRE GTX-35VS Kaveri), разработанную в Организации оборонных исследований и разработок (DRDO) МО Индии («Научно-исследовательская организация газотурбинных установок» в Бангалоре).

### Вооружение
После 2003 года, согласно плану министерства обороны Индии, четыре пусковые установки для ракет П-20 были заменены на две двутрубные пусковые установки для ракет БраМос, предназначенных для стрельбы по надводным целям.
Также «Раджпут» был оборудован системой РЭБ «Bharat Ajanta» (индийской разработки).
C 2003 года этот эсминец является испытательной платформой для новых российско-индийских ПКР «БраМос», являющихся модификацией ПКР «Яхонт».
1. Артиллерийские комплексы
  - Одна спаренная 76,2-мм артустановки (АУ) АК-726 на 600 выстрелов;
  - Четыре спаренных 30-мм АУ АК-230 на 1 000 выстрелов или четыре шестиствольных 30-мм АК-630М на 3 000 выстрелов.
2. Ракетные комплексы
  - Четыре ПКРК для ракет БраМос;
  - Два ЗРК С-125 «Печора» (код НАТО — «SA-3», для ракет — «SA-N-1»).
3. Противолодочное
  - Один пятитрубный 533-мм торпедный аппарат (ТА) ПТА-53-61 (по 5 торпед);
  - Две двенадцатиствольные (калибр 213 мм) реактивные бомбомётные установки РБУ-6000 (под РГБ-60 снаряд; 96 шт.).
4. Авиационное
  - Один многоцелевой вертолёт Ка-28 (или «Алуэтт» III), в ангаре.
5. Радиолокационное вооружение
  - РЭБ «Bharat Ajanta»;
  - РЛС обнаружения надводных и воздушных целей «Кливер» и «Ангара»;
  - РЛС управления стрельбой артиллерии «Турель» и «Рысь» (или вместо них две РЛС «Вымпел»);
  - Гидроакустическая станция (ГАС) общего обнаружения «Платина».